# 第35回有馬記念
第35回有馬記念（だい35かいありまきねん）は、1990年12月23日に中山競馬場で施行された競馬競走である。オグリキャップがラストランで優勝を果たした。
※年齢は全て旧表記（数え年）

## レース施行時の状況
地方笠松から中央に移籍し、ハイセイコー以来の競馬ブーム（第二次競馬ブーム）の立役者となったオグリキャップは、同年春の安田記念はレコードタイムで優勝し、宝塚記念ではオサイチジョージの2着に入ったものの、秋のシーズンは天皇賞（秋）を6着、ジャパンカップを11着と惨敗。限界説も囁かれ、「もう負けるオグリは見たくない」とまで言われた。ジャパンカップの結果を受けてオグリキャップはこのまま引退すべきとの声が多く上がり、馬主の近藤俊典に対し出走を取りやめなければ近藤の自宅および競馬場に爆弾を仕掛けるという脅迫状が日本中央競馬会に届く事態にまで発展した。それでも、陣営は引退レースとして有馬記念への出走を決定し、ファンもオグリキャップをファン投票1位で送り出した。
他馬の動向としては、オグリキャップと共に名勝負を繰り広げたスーパークリークやイナリワンといった馬がこの年それぞれ引退し、世代交代の時期であった。
この年の牡馬クラシックを制した4歳馬（ハクタイセイ(皐月賞)、アイネスフウジン(東京優駿)、メジロマックイーン(菊花賞)）がいずれもこのレースに出走しなかったということもあり、クラシックで好走したホワイトストーンとメジロライアン、天皇賞（秋）2着のメジロアルダンが人気上位になり、GI優勝馬であるオグリキャップ、オサイチジョージ、ヤエノムテキらがこれに続くという形のオッズであった。

## 出走馬と枠順
天候：晴れ、芝：良馬場。
| 枠番 | 馬番 | 競走馬名           | 性齢 | 騎手     | 単勝オッズ    | 調教師   | ファン投票 |
| ---- | ---- | ------------------ | ---- | -------- | ------------- | -------- | ---------- |
| 1    | 1    | オースミシャダイ   | 牡5  | 松永昌博 | 65.1（12人）  | 武邦彦   |            |
| 1    | 2    | ヤエノムテキ       | 牡6  | 岡部幸雄 | 12.0（6人）   | 荻野光男 | 2位        |
| 2    | 3    | オサイチジョージ   | 牡5  | 丸山勝秀 | 11.8（5人）   | 土門一美 | 5位        |
| 2    | 4    | ランニングフリー   | 牡8  | 菅原泰夫 | 32.9（9人）   | 本郷一彦 | 14位       |
| 3    | 5    | メジロライアン     | 牡4  | 横山典弘 | 4.7（3人）    | 奥平真治 | 4位        |
| 3    | 6    | サンドピアリス     | 牝5  | 岸滋彦   | 79.7（15人）  | 吉永忍   |            |
| 4    | 7    | メジロアルダン     | 牡6  | 河内洋   | 4.2（2人）    | 奥平真治 | 8位        |
| 4    | 8    | オグリキャップ     | 牡6  | 武豊     | 5.5（4人）    | 瀬戸口勉 | 1位        |
| 5    | 9    | キョウエイタップ   | 牝4  | 柴田善臣 | 41.5（10人）  | 稗田研二 |            |
| 5    | 10   | ミスターシクレノン | 牡6  | 松永幹夫 | 74.7（13人）  | 小林稔   |            |
| 6    | 11   | リアルバースデー   | 牡5  | 大崎昭一 | 25.2（8人）   | 佐藤林次 |            |
| 6    | 12   | エイシンサニー     | 牝4  | 田島良保 | 133.4（16人） | 坂口正則 |            |
| 7    | 13   | ホワイトストーン   | 牡4  | 柴田政人 | 3.3（1人）    | 高松邦男 |            |
| 7    | 14   | ゴーサイン         | 牡4  | 南井克巳 | 16.2（7人）   | 宇田明彦 |            |
| 8    | 15   | カチウマホーク     | 牡5  | 的場均   | 42.3（11人）  | 柄崎義信 |            |
| 8    | 16   | ラケットボール     | 牡6  | 坂井千明 | 77.3（14人）  | 松山康久 |            |

## レース展開
競走前に秋の天皇賞優勝馬ヤエノムテキが大観衆に驚いて鞍上の岡部幸雄を振り落としてコースを疾走してしまう（放馬）ハプニングがあったが、スタートは切られた。
逃げると思われていたミスターシクレノンが出遅れ、オサイチジョージが押し出されるような形で先頭を行く。そのようなこともあってレースはスローペースとなり、オグリキャップは中団5,6番手から進んだ。そして第4コーナーに差し掛かりオグリキャップは外目から先頭集団に並びかかる。
最後の直線に入りオサイチジョージを交わして先頭へ上がると内からホワイトストーン、外からメジロライアンが追い上げに掛かり、スタンドからは若い女性が「オグリ頑張って!!」、ラジオたんぱの実況をした白川次郎は「さあ頑張るぞオグリキャップ」（白川の回想によれば、この時「さあ頑張れオグリキャップ」と言いかけ、『特定の馬の応援はよくない』と瞬間的に思い直し、出てきた言葉が「さあ頑張るぞ」だったとあった）、フジテレビの実況中継をした大川和彦は「オグリキャップ先頭!」、だが解説の大川慶次郎はこの時「ライアン!ライアン!」と叫んでいた（慶次郎によれば、これはアナウンサーの和彦がオグリキャップしか言わないため、ライアンも来ているぞという意味で出た言葉だとしている）。
そしてゴール板をオグリキャップが先頭で駆け抜ける。大川和彦は「オグリ1着」と連呼した後「右手を上げた武豊!」「見事に引退レース、引退の花道を飾りました!スーパーホースです、オグリキャップです!!」と、この時武の上げた手（実際に上げたのは左手）まで間違える程興奮していた。
この勝利により17万人の大観衆からオグリコールと盛大な拍手が起こった。騎手ではなく馬の名前でコールが起きたのは競馬史上初である。のちに「ユタカコール」も行われた。

## 客観的評価
上記のように社会現象まで巻き起こしたレースであるが、前述のようにメンバーが手薄であったこと、前半がきわめてスローペースの展開になったこと（この有馬記念の勝ち時計は同日同場同距離で行われた条件戦よりも遅かった）で、実質オグリキャップがもっとも得意とするマイル戦のような競馬になった（前半が超スローペースになった分、後半はかなりのハイペースになっている）という理由から年齢・状態的に下降線と見られていたオグリキャップが勝利できたとの見方もある。実際に大川慶次郎や関口隆哉、岡部幸雄はオグリキャップが極端なスローペースに折り合うことができた点を勝因のひとつに挙げており、野平祐二はレース前の段階でスローペースなら勝機はあると予測していた。もっとも、下級条件のレースとGIでは展開を左右する駆け引きの面で大きく異なり、走破タイムだけで論じることは出来ない面も大きい。

## レース結果

### 着順
| 着順 | 枠番 | 馬番 | 競走馬名           | タイム | 着差  |
| ---- | ---- | ---- | ------------------ | ------ | ----- |
| 1    | 4    | 8    | オグリキャップ     | 2.34.2 |       |
| 2    | 3    | 5    | メジロライアン     | 2.34.3 | 3/4   |
| 3    | 7    | 13   | ホワイトストーン   | 2.34.4 | クビ  |
| 4    | 2    | 3    | オサイチジョージ   | 2.34.5 | 1/2   |
| 5    | 1    | 1    | オースミシャダイ   | 2.34.6 | 3/4   |
| 6    | 2    | 4    | ランニングフリー   | 2.34.6 | クビ  |
| 7    | 1    | 2    | ヤエノムテキ       | 2.34.7 | クビ  |
| 8    | 5    | 10   | ミスターシクレノン | 2.34.9 | 1     |
| 9    | 7    | 14   | ゴーサイン         | 2.34.9 | クビ  |
| 10   | 4    | 7    | メジロアルダン     | 2.34.9 | ハナ  |
| 11   | 6    | 11   | リアルバースデー   | 2.35.0 | クビ  |
| 11   | 8    | 15   | カチウマホーク     | 2.35.0 | 同着  |
| 13   | 5    | 9    | キョウエイタップ   | 2.35.2 | 1 1/4 |
| 14   | 6    | 12   | エイシンサニー     | 2.35.3 | 3/4   |
| 15   | 3    | 6    | サンドピアリス     | 2.35.4 | 3/4   |
| 16   | 8    | 16   | ラケットボール     | 2.36.0 | 3 1/2 |

### データ
| 1,000m通過タイム    | --.-秒（オサイチジョージ） |
| 上がり4ハロン       | 47.2秒                     |
| 上がり3ハロン       | 35.4秒                     |
| 優勝馬上がり3ハロン | 35.2秒                     |

### 払戻
| 単勝式   | 8   | 550円 |
| 複勝式   | 8   | 250円 |
| 複勝式   | 5   | 160円 |
| 複勝式   | 13  | 140円 |
| 連勝複式 | 3-4 | 720円 |

## 達成された記録
- 勝ったオグリキャップは史上3頭目の有馬記念2勝馬となった。2勝した馬は同馬以外にはスピードシンボリ（第14回、第15回）、シンボリルドルフ（第29回、第30回）、グラスワンダー（第43回、第44回）、シンボリクリスエス（第47回、第48回）、オルフェーヴル（第56回、第58回）の5頭がいるが、オグリキャップとオルフェーヴルは連覇という形式ではない。
- オグリキャップはこのレースを終えて通算獲得賞金が9億円を超え、当時の新記録となった。また、重賞12勝はスピードシンボリと並ぶ当時のタイ記録である。
- 武豊は有馬記念を史上最年少で優勝した騎手となった(21歳9ヶ月9日)。GI勝利は9勝目、通算431勝目。
- 当日の入場者が177,779名を数え、中山競馬場の最高入場者数記録となった。
- 本レースの売り上げはそれまでの史上最高額である1988年の有馬記念の324億円余りを150億円以上上回る480億3126万2100円であった。当時はマークシートによる窓口及び自動券売機による勝馬投票券購入方式は導入途上の段階で（同年の秋開催より順次導入が進められていたが[5]、全面移行には程遠い状況だった）、口頭で買い目を伝える有人窓口が多数存在したため、このレースの勝馬投票券自体は前日より発売されていたものの、当日は早い時間から馬券売場に長蛇の列ができてしまい、現地を筆頭に各競馬場やウインズで当日に観戦したファンの中にはこのレースの馬券を買えなかった者も多くいた。

## テレビ・ラジオ中継
- 日本放送協会（NHK総合）
  - 実況：藤井康生
  - 解説：鈴木康弘
- ラジオたんぱ（現・ラジオNIKKEI）
  - 実況：白川次郎
- フジテレビ（スーパー競馬）
  - 実況：大川和彦
  - 解説：大川慶次郎
  - ゲート前兼検量室前リポート：青嶋達也
  - パドック実況兼勝利騎手インタビュー：堺正幸
  - スタジオ司会：潮哲也、鈴木淑子
  - スタジオ解説：吉田均、井崎脩五郎
  - アシスタント：青山美恵子
  - スタジオゲスト：野平祐二
  - パドック解説：椋木宏、藤牧満男
- ニッポン放送
  - 実況：栗村智
- ラジオ日本
  - 実況：林洋右
  - スタジオ進行：樋口忠正
- TBSラジオ
  - 実況：宮澤隆

## エピソード
- オグリキャップの調教助手辻本光雄は、オグリキャップが不振を極める中で同馬が負ける夢をよく見ていたが、レースの数日前に勝つ夢を見た。
- この日のフジテレビ系列「スーパー競馬」の放送が、2007年にフジテレビ739において「中央競馬黄金伝説」の「実況復刻版」として放送された。このレースの実況を担当した大川和彦も、思い出話の部分で登場して、当時を語っていた。その大川によると、当時はオグリキャップの引退レースとして特番形式での放送も検討していたと言う[6]。
- 優勝馬のオグリキャップとともに平成三強を形成したイナリワンの引退式が、レース当日の昼休みに執り行われた。なお、この年のオグリキャップの、天皇賞(秋)6着→ジャパンカップ11着→有馬記念1着という着順は、前年のイナリワンと全く同じである（厳密には前年のイナリワンは、天皇賞の前に毎日王冠にも出走し2着となった）。
- この時の単勝馬券を換金せず保管したファンは多く、当時単勝・複勝馬券に馬名の記載はなかったが、この事象を受けJRAは翌1991年の馬番連勝導入によるシステム変更を機に単勝・複勝馬券に馬名を記載することを始めた。また、馬券のコピーサービスも行うようになった。
- 2012年に放送の「近代競馬150周年テレビCM〜「次の夢へ」〜」におけるオグリキャップのシーンとしてこのレースの映像が使用されていた（出典：の38-40秒）
- この年に入会した当時JRA職員（JRA警備企画課所属）でもあった柔道家の小川直也は、当日の中山競馬場での警備を同僚や上司とともにあたっていた。小川によると、昼休み頃には観客が競馬場に入り切れない状態となり、所管の警察署からは「これ以上観客を競馬場内に入れないで欲しい」との連絡を受けたこと、逆に昼休み以降に入場門前に集まってきたファンには「中に入れて欲しい」との要望があったこと、レース直前には警備が巡回すら不可能になるほどの観客が押し寄せ、そのため巡回を断念したが、しかし身動きが取れなくなった場所が幸いにもコースの見える場所であったのを逆手に取り、その場で上司や同僚とともにレースを観戦したと「Sports Graphic Number」のインタビューで回顧した[6] 。
- 武豊はオースミシャダイに騎乗する事が決まっていて後からオグリキャップの騎乗依頼が来た。困っていた豊は、オースミシャダイを管理する父武邦彦から「こんな機会は2度と無いかもしれない、オースミシャダイのオーナーには俺から話付けるからお前はオグリキャップに乗れ」と言われた。レース終了後、豊は邦彦に寿司をご馳走した。
- 森口博子はTBSテレビの番組『ギミア・ぶれいく』の企画でオグリキャップの単勝を1万円購入して的中。5万5千円の配当を得た（ただし、換金はしていない）。
- 同日に京都競馬場で行われたシクラメンステークスの勝ち馬が、1993年の有馬記念で奇跡の復活を遂げるトウカイテイオーである。